# Bulbophyllum thiurum
Bulbophyllum thiurum är en orkidéart som beskrevs av Jaap J. Vermeulen och P.O'byrne. Bulbophyllum thiurum ingår i släktet Bulbophyllum och familjen orkidéer. Inga underarter finns listade i Catalogue of Life.